# オーストラリア本土
座標: 南緯27度 東経133度 / 南緯27度 東経133度

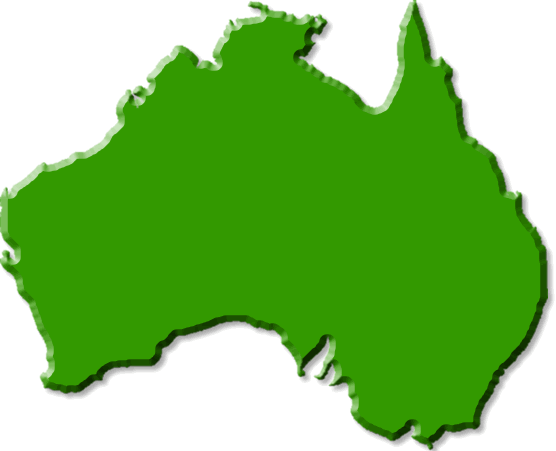
オーストラリア本土

オーストラリア本土（オーストラリアほんど、Mainland Australia）は、単独の大陸塊としてのオーストラリアのことであり、オーストラリア大陸からタスマニア島など付属の島を除いた陸地のことである。
オーストラリア本土は、オーストラリア連邦が支配する領土の本土を構成する。大陸オーストラリア(continental Australia)ともいい、この用語は、オーストラリアの領土から、大陸の付属島や大陸から離れた所にある領土（オーストラリア南極領土など）を除外するための地理的な意味で使用される。この用語は一般的に、ニューサウスウェールズ州、ビクトリア州、クイーンズランド州、西オーストラリア州、南オーストラリア州、ノーザンテリトリー、オーストラリア首都特別地域、ジャービス湾特別地域を指すのに使用される。
この用語は通常、タスマニア州とそれ以外の州との関係に言及するときに使用される。タスマニア以外の人々は本土人(mainlander)と呼ばれる。オーストラリアの地図からタスマニアが省略されることはしばしばあり、タスマニアと本土の境界をより強く意識させる。1982年にブリスベンで開催されたコモンウェルスゲームズの開会式において、人文字でオーストラリアの地図が描かれたが、タスマニアが省略されてしまっており、論争となった。同様のことが、2014年コモンウェルスゲームズのオーストラリア水泳チームのユニフォームのデザインでも起こった。
オーストラリア本土の面積は7,595,342平方キロメートルで、オーストラリアの国土の約98.7％、地球の表面の1.5％を占めている。人口は約2450万人で、オーストラリアの人口の98％である。